# Entomovelia
Entomovelia is een geslacht van wantsen uit de familie beeklopers (Veliidae). Het geslacht werd voor het eerst wetenschappelijk beschreven door Esaki in 1930 .

## Soorten
Het genus bevat de volgende soorten:

- Entomovelia doveri Esaki, 1930
- Entomovelia quadripenicillata Zettel & Tran, 2006